# Max Walter Svanberg

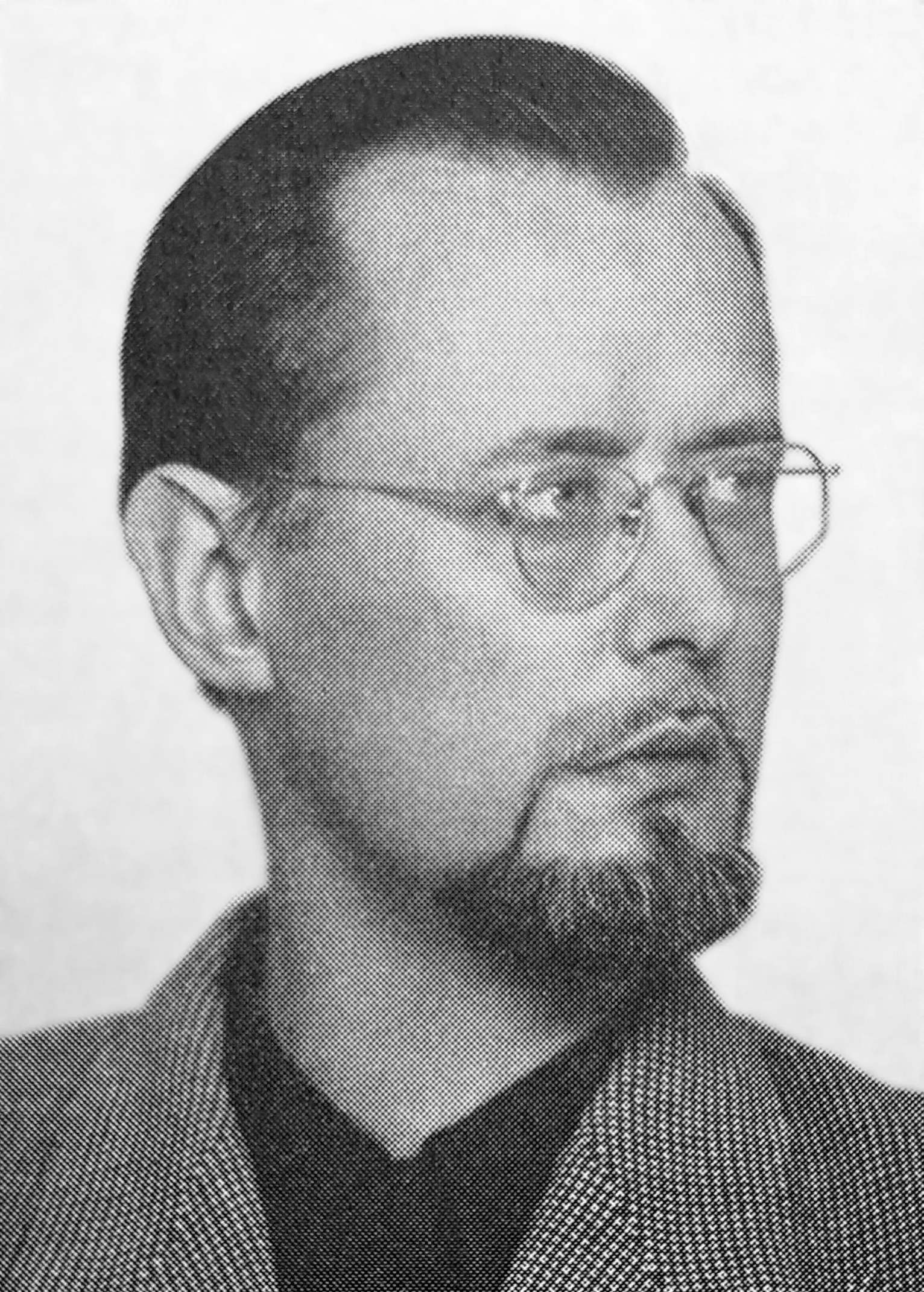
Max Walter Svanberg

Max Walter Svanberg (Malmö, 1912 - aldaar, 1994) was een Zweedse kunstschilder en graficus.
Al op 10-jarige leeftijd maakt hij houten sculpturen van vrouwentorso's. In 1931 start hij aan de kunstacademie. Zijn eerste tentoonstelling wordt in 1935 gehouden, waar hij met name bloemstillevens laat zien, waarbij een surrealistische stijl al merkbaar is.
In 1946 richtte hij de kunstenaarsgroep Imaginisterna op, samen met Carl-Otto Hultén en Anders Österlin. Deze groep komt voort uit de eerder door hem opgerichte groep Minotaur.
Hij schilderde in een surrealistische stijl droomvisioenen, waarbij met name vrouwenfiguren en monsters naar voren kwamen.
In 1949 kwam hij in contact met de kunstenaars Karel Appel, Constant en Corneille van de Cobra-beweging, waarmee hij een kortstondige samenwerking aanging, hetgeen onder andere leidde tot enkele lithografieën.
- Bibliothèque nationale de France: cb12649303b (data)
- CiNii: DA11129166
- Gemeinsame Normdatei: 119255707
- International Standard Name Identifier: 0000 0000 8184 5697
- KulturNav: 7874df4f-932b-4967-ac05-aff691ba1939
- Library of Congress Control Number: n82131938
- MusicBrainz: ce186d5f-2b07-4b3a-8cbd-73338106b6ba
- Bibliotheek van het Japanse parlement: 00458141
- Nationale Bibliotheek van Israël: 987007507963405171
- Nederlandse Thesaurus van Auteursnamen: 197598242
- RKD-Nederlands Instituut voor Kunstgeschiedenis: 76140
- LIBRIS: 288202
- SNAC: w67d3vhb
- Système universitaire de documentation: 050566695
- Union List of Artist Names: 500027280
- Virtual International Authority File: 115870940
- WorldCat: E39PBJjMCJycpk8Dfpw4rG9FKd